# American (řeka ve Washingtonu)
Řeka American je přítok řeky Bumping ve státě Washington v USA. Teče z východní strany Kaskádového pohoří přes Wenatcheejský národní les a divočinu Williama O. Douglase.
Krátce po prameni teče severním směrem, kde vyzvedává svůj přítok, řeku Rainier Fork American, která sem přitéká z blízkosti průsmyku Chinook Pass. Washington State Route 410 proudí také přes tento průsmyk a to z národního parku Mount Rainier. Dále silnice následuje řeku Rainier Fork American a pokračuje údolími řeky American.
Po soutoku řeka proudí skrz údolí Pleasant Valley. Do řeky Bumping ústí krátce před jejím ústím do řeky Naches. Řeka American je částí povodí řeky Columbia.
Dřívější jméno řeky bylo Miners Creek (Hornický potok). Podle historičky Gretty Gossett byla řeka přejmenována po řece American v Kalifornii.